# Omar Torrijos
Pour les articles homonymes, voir Torrijos.

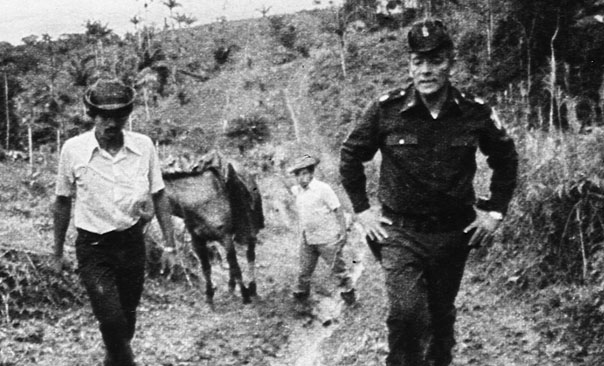
Omar Torrijos avec des fermiers panaméens.

Le général Omar Efraín Torrijos Herrera, né le 13 février 1929 à Santiago de Veraguas et mort le 31 juillet 1981 à Amador, est un officier de l'armée panaméenne et homme d'État. Bien qu'il n'ait jamais officiellement porté le titre de président de la République, il est, officieusement, le dirigeant du pays de 1968 à sa mort en 1981.
Torrijos est à l'origine de la négociation du traité de 1977 qui a finalement donné la pleine souveraineté du Panama sur la zone entourant le canal de Panama.

## Biographie

### Premières années
Né à Santiago, province de Veraguas, sixième dans une famille de douze enfants, ses parents, le Colombien José María Torrijos Rada et la Panaméenne Joaquina Herrera, sont enseignants. Il étudie à l'école Juan Demóstenes Arosemena et obtient une bourse pour l'académie militaire de San Salvador. Il est diplômé et nommé lieutenant second, entre dans la Garde nationale du Panama en 1952 et est promu capitaine en 1956. Il se marie avec Raquel Pauzner, avec qui il a trois enfants, Dumas Torrijos, Raquel de Maria Torrijos et Omar José Torrijos. Selon certaines allégations, il a aussi trois enfants en dehors du mariage, Carmen Alicia, Martín Torrijos Espino et Tuira Torrijos.

### Carrière militaire et coup d’État
En 1959, capitaine de la Garde nationale, il reçoit pour ordre de réprimer un soulèvement armé de jeunes insurgés au Cerra Tute dans la province de Veraguas. Il est ensuite promu lieutenant-colonel en 1966 et en 1968 participe avec d'autres militaires (entre autres Boris Martínez) à un coup d'État contre le président Arnulfo Arias Madrid, proche de l'oligarchie terrienne et des secteurs étroitement liés à Washington. José María Pinilla Fábrega se proclame président, mais postérieurement, il y a des changements internes au sein du commandement militaire qui amènent Torrijos à être à la tête de l'armée (Martínez est exilé en 1969) et devient général de brigade, assumant la conduite de la vie politique en mars 1969.  

### Présidence de la République
Pour lui, le gouvernement renversé « était un mariage entre les forces armées, l'oligarchie et les mauvais prêtres ; le militaire portait son fusil pour faire taire le peuple et interdire « à la canaille » de manquer de respect à la classe gouvernante. » Expliquant que sa révolution agit « pour les démunis, non pour les possédants », il fait adopter une nouvelle Constitution, une réforme agraire, un Code du travail et reconnaît les syndicats ouvriers et paysans. 
Souverainiste, Torrijos fait expulser quatre cents Peace Corps, envoyés par le président américain John F. Kennedy en 1961. En 1970, après trente ans d'occupation par les États-Unis, il obtient la base militaire de Río Hato, située dans la province de Coclé, et y installe le Centre d'instruction militaire, la 6e Compagnie expéditionnaire d'infanterie et de blindés, la Brigade spéciale Macho de Monte, la Compagnie de matériel lourd et en 1974, l'Institut militaire Général Tomás Herrera, organe dépendant de la Garde nationale, qui se consacre à la formation de bacheliers militaires de niveau secondaire (future carrière, Cantera, d'officiers de la Garde nationale). 
Torrijos instaure une politique populiste, avec l'inauguration d'écoles et la création d'emplois, la redistribution des terres agricoles (qui est la mesure la plus populaire de son gouvernement). Les réformes sont accompagnées d'un important programme de travaux publics. Durant son administration, le Panama devient un centre bancaire international. Il affronte par ailleurs les multinationales nord-américaines, exigeant d'elles des hausses de salaires pour les travailleurs et redistribue 180 000 hectares de terres non cultivées. En février 1974, pour répondre à l'influence de ces multinationales, il tente de constituer sur le modèle de l'OPEP pour le pétrole l'Union des pays exportateurs de bananes avec les autres États d’Amérique centrale, mais n'obtient pas leur soutien. Sa politique favorise l'émergence d'une classe moyenne et la représentation des communautés indigènes. 
En politique internationale, Torrijos soutient le président chilien Salvador Allende et accueille des réfugiés après le putsch d'Augusto Pinochet. Il aide les guérilleros sandinistes au Nicaragua et d'autres forces rebelles au Salvador, au Guatemala, et renoue les relations diplomatiques avec Cuba. Admirateur du dirigeant yougoslave Josip Broz Tito et inspiré par la nationalisation du canal de Suez par Gamal Abdel Nasser, il se lance dans un combat contre les États-Unis pour obtenir la souveraineté panaméenne sur le canal de Panama. En 1973, devant l'absence de progrès dans les négociations avec Washington, il tente de faire intervenir l'ONU : « Nous n'avons jamais été, ne sommes pas et ne serons jamais un État associé, une colonie ou un protectorat, et nous n'entendons pas ajouter une étoile au drapeau des États-Unis ». Mis en minorité, Washington appose son véto à la résolution adoptée. Finalement, en 1977, il signe le traité Torrijos-Carter, selon lequel les bases militaires sont légalisées et la neutralité du canal de Panama est établie à perpétuité, est prévue aussi une date pour la fin de la présence militaire nord-américaine ainsi que pour la dévolution du canal de Panama. Ainsi, le 31 décembre 1999, les États-Unis restituent le canal de Panama aux mains des Panaméens.

### Mort
Omar Torrijos meurt dans un accident d'avion le 31 juillet 1981. 
Sa mort est sujette à discussion, une théorie soutenant que l'accident d'avion qui le tua ne soit en fait qu'un assassinat orchestré par les États-Unis, tout comme le crash qui tua, deux mois plus tôt, le président de l'Équateur, Jaime Roldós Aguilera. Selon l'économiste américain John Perkins, qui aurait servi en qualité d'« economic hit man » (ou « assassin financier ») pour endetter les pays du tiers monde afin de les rendre dépendants des intérêts financiers américains, et qui avait rencontré Omar Torrijos dans cette fonction, ce dernier a été assassiné pour avoir refusé de se soumettre, en particulier, pour avoir tenté de construire un nouveau canal avec le Japon. Cette théorie est développée par Perkins dans son livre Les Confessions d'un assassin financier publié en 2004. Le journaliste paraguayen Pablo Daniel Magee, auteur d'une enquête sur le plan Condor, estime plausible l’hypothèse d'un assassinat. 
En outre, Ronald Reagan, devenu président des États-Unis, est un adversaire de la souveraineté panaméenne sur le canal (« nous avons construit le canal, nous l'avons payé et nous allons le garder »).
Graham Greene écrit un livre sur Torrijos : À la recherche du général.
Omar Torrijos est enterré dans un mausolée près de Panama.

## Parenté
Son fils Martín Torrijos devient président du Panama le 2 mai 2004.